# Hrabstwo Columbia (Georgia)

Piramida wieku hrabstwa

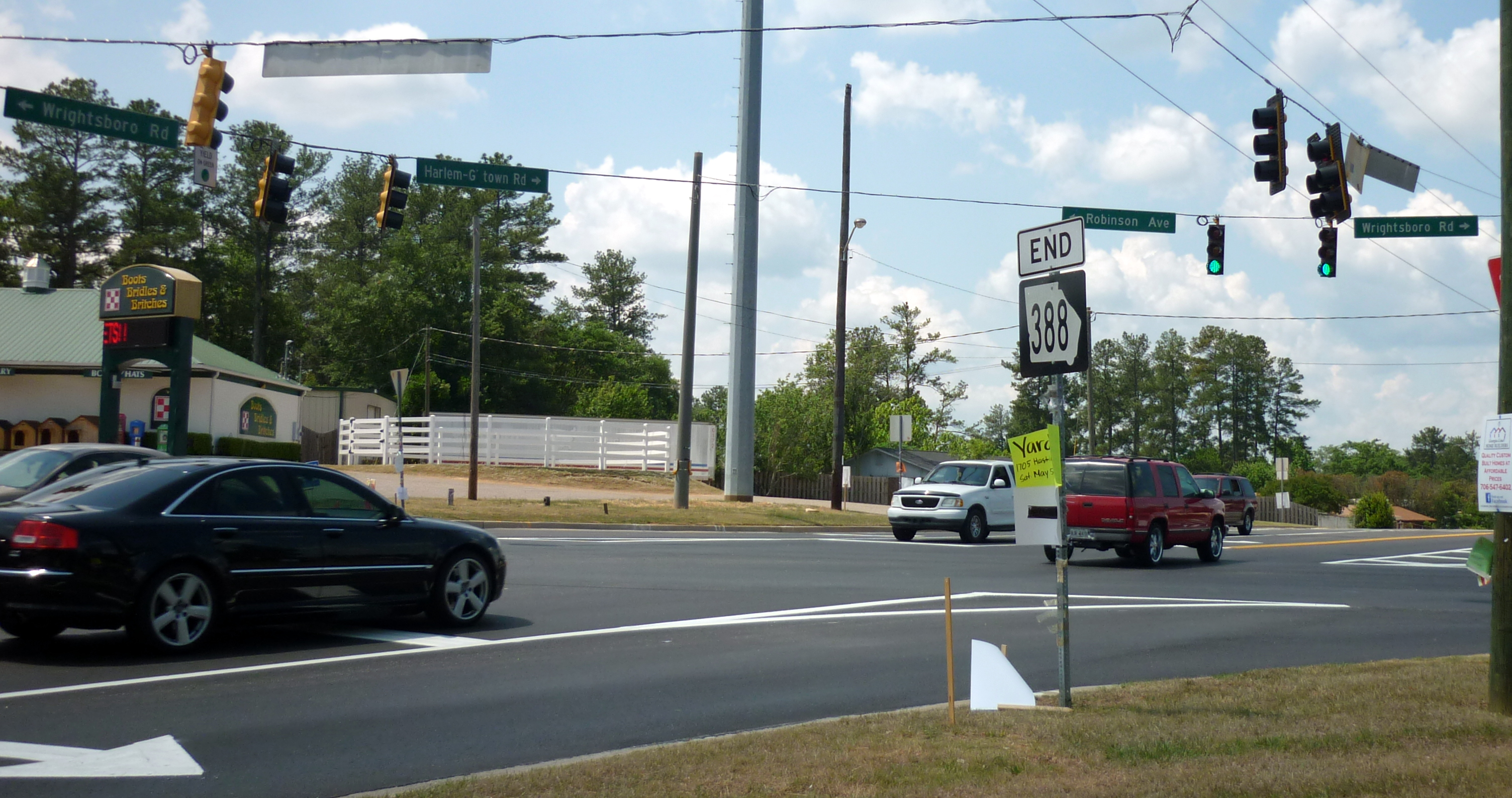
Scena uliczna w Grovetown

Hrabstwo Columbia (ang. Columbia County) – hrabstwo w stanie Georgia w Stanach Zjednoczonych. Jego siedzibą administracyjną jest Appling. Należy do obszaru metropolitalnego miasta Augusta. Jest 15. najbardziej zaludnionym hrabstwem Georgii. 

## Geografia
Według spisu z 2000 roku obszar całkowity hrabstwa obejmuje powierzchnię 307,78 mil2 (797,15 km²), z czego 290,01 mil2 (1430,37 km²) stanowią lądy, a 17,76 mil2 (46 km²) stanowią wody.

### Miejscowości
- Grovetown
- Harlem

### CDP
- Evans
- Martinez

### Sąsiednie hrabstwa
- Hrabstwo Richmond, Georgia (południowy wschód)
- Hrabstwo McDuffie, Georgia (zachód)
- Hrabstwo Lincoln, Georgia (północny zachód)
- Hrabstwo McCormick, Karolina Południowa (północ)
- Hrabstwo Edgefield, Karolina Południowa (północny wschód)

## Demografia
Według spisu w 2020 roku liczy 156 tys. mieszkańców, co oznacza wzrost o 25,8% od poprzedniego spisu z roku 2010. Według danych pięcioletnich z 2021 roku 70,5% populacji stanowili biali (64,6% nie licząc Latynosów), 20,6% czarnoskórzy lub Afroamerykanie, 4,6% Azjaci, 3,6% było rasy mieszanej, 0,5% to rdzenna ludność Ameryki i 0,2% osoby z wysp Pacyfiku. Latynosi stanowili 7,7% populacji hrabstwa.
Poza osobami pochodzenia afroamerykańskiego, do największych grup należały osoby pochodzenia angielskiego (10,5%), „amerykańskiego” (10,1%), niemieckiego (8,9%), irlandzkiego (8,6%), włoskiego (3,2%), szkockiego i szkocko–irlandzkiego (3,1%) i meksykańskiego (3,1%).

## Religia
W 2020 roku do największych grup pod względem członkostwa należą: Południowa Konwencja Baptystyczna (18,7 tys.), lokalne bezdenominacyjne zbory ewangelikalne (11,6 tys.), Kościół katolicki (8 tys.), Zjednoczony Kościół Metodystyczny (7 tys.) i Kościoły zielonoświątkowe (ponad 5 tys.). Największe niechrześcijańskie grupy stanowili mormoni (2,8 tys.), hinduiści (1,7 tys.) i świadkowie Jehowy (1 tys.). 

## Polityka
Hrabstwo jest przeważająco republikańskie, gdzie w wyborach prezydenckich w 2020 roku, 62% głosów otrzymał Donald Trump i 36,3% przypadło dla Joe Bidena.

## Współpraca
- Nowy Sącz, Polska